# Кудла, Денис (борец)
Денис Максимилиан Кудла (нем. Denis Maximilian Kudla; род. 24 декабря 1994, Рацибуж, Катовицкое воеводство) — немецкий борец греко-римского стиля, бронзовый призёр Олимпийских игр, бронзовый призёр чемпионата Европы, серебряный призёр чемпионата мира, двукратный чемпион Германии.

## Биография
Родился в Польше, в раннем возрасте его семья перебралась в Германию. Рос в Дазинге, где и начал заниматься борьбой в возрасте 6 лет в клубе TSV Aichach. В 2005 году поступил в спортивный интернат при школе олимпийского резерва в Шифферштадте; там же и получил среднее образование.
В 2009 году стал третьим на международном турнире среди кадетов. В 2010 году завоевал звание чемпиона Германии среди кадетов, на чемпионате Европы среди кадетов был лишь 19-м. В 2011 году снова стал чемпионом Германии среди кадетов, был вторым на «взрослом» чемпионате Германии, третьим на чемпионате Европы и завоевал звание чемпиона мира среди кадетов. В 2012 году завоевал звание «взрослого» чемпиона Германии; был вторым на международном юниорском турнире в Бранденбурге, на чемпионате Европы был восьмым, на чемпионате мира 22-м (всё среди юниоров). В 2013 году на чемпионате Германии был третьим, завоевал звание чемпиона Европы среди юниоров и победил на турнире в Бранденбурге. В 2014 был вторым на чемпионате Германии, снова повторил успех в Бранденбурге и завоевал вторые места на чемпионатах мира и Европы среди юниоров. В этом же году дебютировал на международной арене среди взрослых и был пятым на Wladyslaw Pytlasinski Cup.
В 2015 году стал двукратным чемпионом Германии, победил на чемпионате Европы U23, и после этого выступал только среди взрослых; был 11-м на Всемирных играх военных.
В 2016 году завоевал бронзовую медаль чемпионата Европы, был первым на турнире Thor Masters, третьим на Гран-при Германии; на предолимпийских квалификационных турнирах был первым и пятым в Стамбуле и Зренянине соответственно.
Выступал на Олимпийских играх 2016 года в категории до 85 килограммов. Спортсмены были разделены на 2 группы, из которых определялись два финалиста, разыгрывающие между собой золотую и серебряную награды. Проигравшие финалисту встречались между собой в утешительных встречах, в которых определялись два бронзовых призёра, по одному от каждой группы.
К числу явных претендентов на медали, занимая шестую строку мирового рейтинга, не относился.
На играх Кудла в первой встрече победил действующего чемпиона Азии Жанарбека Кенжеева, затем одержал победу в 1/8 турнира, но в четвертьфинале не смог ничего противопоставить будущему чемпиону Давиду Чакветадзе. После поражения Кудла победил в утешительной схватке, и затем во встрече за бронзовую медаль.
На чемпионате Европы в Бухаресте в 2019 году в категории до 87 кг он завоевал бронзовую медаль чемпионата.
| Выступление на Олимпийских играх 2016 года | Выступление на Олимпийских играх 2016 года | Выступление на Олимпийских играх 2016 года | Выступление на Олимпийских играх 2016 года | Выступление на Олимпийских играх 2016 года |
| Круг                                       | Соперник                                   | Периоды (технические баллы)                | Периоды (технические баллы)                | Итог (классификационные баллы)             |
| Круг                                       | Соперник                                   | 1                                          | 2                                          | Итог (классификационные баллы)             |
| ------------------------------------------ | ------------------------------------------ | ------------------------------------------ | ------------------------------------------ | ------------------------------------------ |
| Квалификация                               | Жанарбек Кенжеев Кыргызстан                | 2(2) — 0                                   | 0 — 0                                      | По очкам 3 — 0                             |
| 1/8                                        | Роберти Коблиашвили Грузия                 | 0 — 0                                      | 1 — 1                                      | По очкам 3 — 1                             |
| 1/4                                        | Давид Чакветадзе Россия                    | 0 — 5(1+2+2)                               | 0 — 3(1+2)                                 | За явным превосходством 0 — 4              |
| Утешительная встреча                       | Хабибулла Ахлагхи Иран                     | 0 — 0                                      | 1 — 1                                      | По очкам 3 — 1                             |
| За третье место                            | Виктор Лёринц Венгрия                      | 2(2) — 0                                   | 1 — 3(2+1)                                 | По очкам 3 — 1                             |

На предолимпийском чемпионате планеты в Казахстане в 2019 году в весовой категории до 87 кг, Денис завоевал бронзовую медаль и получил олимпийскую лицензию для своего национального Олимпийского комитета.
Живёт в Шифферштадте вместе с братом Патриком, тоже борцом, участником чемпионата Европы по борьбе 2008 года среди кадетов.